# 10237 Адзік
10237 Адзік (1998 SJ119, 1977 DC1, 1988 PN2, 1991 PD27, 1995 YP4, 10237 Adzic) — астероїд головного поясу, відкритий 26 вересня 1998 року.
Тіссеранів параметр щодо Юпітера — 3,658.